# Polimer
Polimer je kemijska tvar građena od makromolekula, golemih molekula sastavljenih od vrlo mnogo (nekoliko stotina do desetak tisuća) strukturnih jedinica (mera) koje se ponavljaju, to jest dijelova molekula malih, jednostavnih kemijskih spojeva nazvanih monomeri. Dugo se smatralo da su polimeri agregirane, sekundarnim vezama povezane niskomolekularne tvari. E. Fischer je oko 1905. polimerizacijom aminokiselina sintetizirao velik broj polipeptida i utvrdio da su ponavljane strukturne jedinice kemijski povezane amidnim vezama (polimerizacija). Rasprave o građi polimera vodile su se sve do 1922., kada je H. Staudinger uveo pojam i naziv makromolekula. Struktura polimera određena je vrstom i brojem monomernih jedinica, njihovom konfiguracijom i konformacijom te nadmolekularnom strukturom.
Polimeri su prema podrijetlu prirodni ili sintetski. Prirodni polimeri pretežito su biopolimeri od kojih su građeni živi organizmi (bjelančevine, polisaharidi, nukleinske kiseline), a također i kaučuk, svila, vuna. Osim tih organskih polimera, u prirodne pripadaju i anorganski polimeri kao temeljni sastojci Zemljine kore, ponajprije alumosilikati. 
Sintetski polimeri dobivaju se polimerizacijom monomera i osnova su za proizvodnju polimernih materijala. Broj monomernih jedinica u lančanim polimernim molekulama naziva se stupnjem polimerizacije, pa o njem ovisi i relativna molekularna masa polimera, koja je uglavnom veća od 10 000. Pojedini sintetski polimeri nemaju točno određenu i uvijek jednaku relativnu molekularnu masu, jer su to smjese makromolekula samo približno jednake veličine, pa se računa s prosječnim vrijednostima. Polimeri s malim stupnjem polimerizacije nazivaju se oligomeri.

## O sintetskim polimerima
Inače to su materijali najvećim dijelom građeni od ugljika, vodika, kisika a ponekad sadrže i klor, fluor, dušik. Do njih se dolazi preradom prirodnih sirovina (celuloze) ili se dobivaju kemijskom sintezom iz pojedinih frakcija nafte.

### Građa i svojstva sintetskih polimera
Sintetski polimeri su materijali koji nastaju procesom polimerizacije malih molekulskih jedinki. Tu se molekule male molekulske mase (monomeri) međusobno spajaju i dobivaju se molekule velike molekulske građe (polimere). Dijele se na tri temeljne skupine:
- plastomeri (termoplasti) su sintetički polimeri čije su molekule dugi, linearni ili razgranati lanci. Osnovno svojstvo plastomera je da zagrijavanjem omekšaju ili se rastale a hlađenjem očvrsnu ne promijenivši svojstva.
- elastomeri su sintetički polimeri čije su molekule međusobno povezane manjim brojem poprečnih veza. Odlikuju se savitljivošću (rastezljivošću) pri sobnoj temperaturi.
- duromeri (duroplasti) su građeni od gusto umreženih polimerskih molekula. To su tvrdi materijali koji se ne mogu preoblikovati zagrijavanjem i lako se lome.

### Prednosti i nedostaci
Plastične mase imaju brojne prednosti ispred prirodnih materijala:
- dobri su toplinski i električni izolatori,
- otporni su prema vodi,
- mnoge su otporne prema kiselinama i lužinama,
- nisu izložene koroziji,
- lako se oblikuju,
- dobro upijaju vibracije,
- imaju niski faktor trenja, stoga su otporni na trošenje.

Vrlo loše svojstvo plastičnih masa koje je uzrok velikih svjetskih ekoloških problema je njihova biološka nerazgradivost.

### Primjena sintetičkih polimera
Sintetički polimer koji pripadaju skupini plastometra su:
- polietilen (PE) koji se dobiva polimerizacijom etena pri određenim uvjetima uz katalizator a služi za izradu plastičnih folija, vrećica, posuđa, igračaka, boca, cijevi;
- poli(vinil-klorid) (PVC) koji se proizvodi iz vinil-klorida a iz njega se proizvode folije, izolacije električnih vodova, igračke, umjetna vlakna i mnogi drugi.

Sintetički polimer koji pripada skupini elastomera je:
- guma koja se dobiva iz drveta kaučukovca ili umjetnim putem, a koristi se prvenstveno u proizvodnji automobilskih guma (pneumatika).

Sintetički polimer koji pripada skupini duroplasta je:
- bakelit je jedan od najstarijih duroplasta a od njega se izrađuje alat, telefoni, utičnice, plastične ploče.

## Hrvatsko nazivlje
Veliku ulogu u razvitku hrvatskog nazivlja polimerstva dala je Ranka Čatić. Ona je napisala hrvatski stupac u trojezičnom englesko-njemačko-hrvatskom rječniku polimerstva.

## Poveznice
- Polimerni materijali

## Vanjske poveznice
- Polimeri Hrvatska tehnička enciklopedija, portal hrvatske tehničke baštine. LZMK

- Preradba polimernih materijala Hrvatska tehnička enciklopedija, portal hrvatske tehničke baštine. LZMK